# Baby Correa
Baby Correa  fue una actriz de reparto cinematográfica y teatral nacida en Uruguay que realizó su carrera profesional en Argentina.

## Carrera
Correa fue una destacada actriz de carácter secundaria que brilló  notoriamente durante la Época de Oro del cine argentino, todas ellas entre 1940 y 1947. Compartió escenas con famosos de la talla de Niní Marshall, Olinda Bozán, Fanny Navarro, Pepe Arias, Perla Mux, Osvaldo Miranda y Ada Cornaro, entre otros.
En teatro se lució  en varias obras teatrales siendo la más conocida Departamento para Señoritas estrenado en el Teatro Victoria. En 1946 hizo la obra Presidio en el Teatro Municipal de Mendoza, junto a un gran elenco conformado por Marta Thamar, Pepita Serrador, Yaya Palau, Teresa Serrador, Lydia Quintana y Cristina Soler, entre otras.

### Filmografía
- 1940: Hay que educar a Niní.
- 1941: Napoleón.
- 1941: Hogar, dulce hogar.
- 1942: El profesor Cero.
- 1944: 24 horas en la vida de una mujer.
- 1946: Soy un infeliz.
- 1946: Albergue de mujeres.
- 1947: La caraba.[4]